# Бербанк, Джейн
Джейн Ричардсон Бербанк (Бёрбэнк, Бурбанк, англ. Jane Richardson Burbank; род. 11 июня 1946, Хартфорд) — американский историк, специалист по истории России. Доктор философии (1981), эмерит-профессор Нью-Йоркского университета, прежде профессор Мичиганского университета. Лауреат премии Тойнби (2023).
Окончила Рид-колледж со степенью бакалавра по русской литературе (1967). Получила две магистерских степени — в Симмонс-колледже (1969) и Гарварде (1971, по советологии). В последнем же получила и степень доктора философии по русской истории; училась у Р. Пайпса. В 1981—1985 ассистент-профессор истории Гарварда. С 1985 ассистент-, в 1986-87 ассоциированный профессор Калифорнийского университета в Санта-Барбаре. С 1987 ассоциированный, в 1995—2001 профессор Мичиганского университета. С 2002 профессор Нью-Йоркского университета. Супруг Фредерик Купер также историк. Вместе с супругом являются соавторами Post-Imperial Possibilities: Eurasia, Eurafrica, Afroasia (2023) и Empires in World History: Power and the Politics of Difference (Princeton, 2010, переведена на французский, испанский, русский, немецкий и турецкий языки) {Рец.: , , }, отмеченной Bentley Book Prize и Toynbee Prize, а также удостоившейся положительных отзывов Кеннета Померанца, Jeremy Adelman, Р. Тигнора и Рональда Григора Суни.
Также автор Intelligentsia and Revolution: Russian Views of Bolshevism 1917—1922 (New York and Oxford: Oxford University Press, 1986, 349 pp.; удостоилась похвалы Пола Эврича) {Рец.: Terence Emmons, Christopher Read}, Russian Peasants Go to Court: Legal Culture in the Countryside, 1905—1917 (Bloomington and Indianapolis: Indiana University Press, 2004, 375 pp.) {Рец.}. Соредактор Imperial Russia. New Histories for the Empire (1998) {Рец.}.